# Petri Matikainen
Pour les articles homonymes, voir Matikainen.
Petri Matikainen (né le 7 janvier 1967 à Savonlinna en Finlande) est un joueur professionnel finlandais de hockey sur glace devenu entraîneur. Il évoluait au poste de défenseur.

## Biographie
Formé au SaPKo, il débute avec l'équipe première dans la I divisioona en 1984. Il part ensuite en Amérique du Nord où il évolue deux saisons avec les Generals d'Oshawa dans la Ligue de hockey de l'Ontario. L'équipe remporte la Coupe J.-Ross-Robertson 1987. Il est choisi au septième tour, en cent-quarantième position par les Sabres de Buffalo lors du repêchage d'entrée dans la LNH 1985. Il ajoute à son palmarès la SM-liiga 1988 avec le Tappara Tampere Il joue en Allemagne et en Autriche entre 1996 et 1999. Il met un terme à sa carrière de joueur en 1999 puis devient entraîneur.

## Trophées et honneurs personnels

### SM-liiga
- 2008, 2011 : remporte le trophée Kalevi-Numminen.

### Ligue continentale de hockey
- 2013 : nommé entraîneur de la conférence Est lors du Match des étoiles.

## Statistiques

### En club
| Saison    | Équipe            | Ligue        |    | Saison régulière | Saison régulière | Saison régulière | Saison régulière | Saison régulière |    | Séries éliminatoires | Séries éliminatoires | Séries éliminatoires | Séries éliminatoires | Séries éliminatoires |
| Saison    | Équipe            | Ligue        | PJ | B                | A                | Pts              | Pun              | PJ               | B  | A                    | Pts                  | Pun                  |                      |                      |
| 1984-1985 | SaPKo             | I divisioona | 31 | 1                | 2                | 3                | 43               | -                | -  | -                    | -                    | -                    |                      |                      |
| 1985-1986 | Generals d'Oshawa | LHO          | 53 | 14               | 42               | 56               | 27               | 6                | 1  | 4                    | 5                    | 13                   |                      |                      |
| 1986-1987 | Generals d'Oshawa | LHO          | 50 | 8                | 34               | 42               | 53               | 21               | 2  | 12                   | 14                   | 36                   |                      |                      |
| 1987-1988 | Tappara Tampere   | SM-liiga     | 41 | 5                | 1                | 6                | 58               | -                | -  | -                    | -                    | -                    |                      |                      |
| 1988-1989 | Tappara Tampere   | SM-liiga     | 44 | 4                | 13               | 17               | 32               | 8                | 0  | 0                    | 0                    | 10                   |                      |                      |
| 1989-1990 | Jokipojat Joensuu | SM-liiga     | 44 | 6                | 8                | 14               | 34               | -                | -  | -                    | -                    | -                    |                      |                      |
| 1990-1991 | Jokipojat Joensuu | I divisioona | 43 | 16               | 25               | 41               | 35               | -                | -  | -                    | -                    | -                    |                      |                      |
| 1991-1992 | Jokipojat Joensuu | SM-liiga     | 42 | 4                | 8                | 12               | 38               | -                | -  | -                    | -                    | -                    |                      |                      |
| 1992-1993 | Jokipojat Joensuu | I divisioona | 42 | 20               | 21               | 41               | 51               | 6                | 3  | 2                    | 5                    | 2                    |                      |                      |
| 1993-1994 | Jokipojat Joensuu | I divisioona | 45 | 13               | 41               | 54               | 46               | 5                | 3  | 1                    | 4                    | 6                    |                      |                      |
| 1994-1995 | KalPa Kuopio      | SM-liiga     | 49 | 5                | 13               | 18               | 40               | 3                | 1  | 0                    | 1                    | 12                   |                      |                      |
| 1995-1996 | KalPa Kuopio      | SM-liiga     | 50 | 5                | 11               | 16               | 36               |                  | -- | --                   | --                   | --                   |                      |                      |
| 1996-1997 | Berlin Capitals   | DEL          | 44 | 4                | 7                | 11               | 63               | 4                | 0  | 0                    | 0                    | 8                    |                      |                      |
| 1997-1998 | Berlin Capitals   | DEL          | 22 | 0                | 2                | 2                | 14               |                  |    |                      |                      |                      |                      |                      |
| 1997-1998 | EC Klagenfurt AC  | Autriche     | 26 | 2                | 2                | 4                | 77               |                  |    |                      |                      |                      |                      |                      |
| 1998-1999 | EC Klagenfurt AC  | Autriche     | 20 | 2                | 3                | 5                | 18               |                  |    |                      |                      |                      |                      |                      |
| 1998-1999 | EC Klagenfurt AC  | Alpenliga    | 30 | 2                | 7                | 9                | 84               |                  |    |                      |                      |                      |                      |                      |

### En équipe nationale
| Année | Compétition                 |   | PJ | B | A | Pts | Pun | +/-           |  | Résultat |
| 1986  | Championnat du monde junior | 7 | 0  | 1 | 1 | 10  |     | Sixième place |  |          |
| 1987  | Championnat du monde junior | 7 | 2  | 3 | 5 | 11  |     | Médaille d'or |  |          |